# Institut antarctique du Canada
L’Institut antarctique du Canada est une organisation caritative à but non-lucratif canadienne. 
L'objectif initial de l’organisation était de faire pression sur le gouvernement canadien d'étendre la recherche sur l'Antarctique. 

## Histoire
L’Institut est fondé en 1985 à Lethbridge par Austin Mardon, un explorateur de l'Antarctique et est dirigé à Edmonton. Depuis sa création, l'Institut élargi ses intérêts à d'autres sujets, tels que l'histoire, la géographie, et la politique canadiennes.